# Otto Joel
 Otto J. Joel (* 13. Mai 1856 in Danzig; † 25. April 1916 in Mailand) war ein italienischer Bankier deutscher Herkunft. Als Gründer und langjähriger Vorstandsvorsitzender der Mailänder Banca Commerciale Italiana (heute aufgegangen in der Intesa Sanpaolo) leitete er eine neue Epoche in der italienischen Wirtschaftsgeschichte ein und machte seine Bank zur wichtigsten Finanzinstitution ihrer Zeit in Italien.

## Leben
Joel, Sohn eines ostpreußischen Lotterieveranstalters, wurde mit 14 Jahren wegen einer Lungenkrankheit zur Erholung nach Italien geschickt. Er blieb auch nach seiner Gesundung dort und machte eine Ausbildung im Bankwesen. Zunächst arbeitete er als Bankier in Genua und Rom. Von 1887 bis zu ihrer Liquidation 1894 arbeitet er für die Banca Generale. Zusammen mit Friedrich Weil (1854–1919) und der Hilfe einer Reihe von deutschen Banken gründete er am 8. Oktober 1894 in Mailand die Banca Commerciale Italiana (BCI) mit einem Grundkapital von 20 Millionen Lire. Schon kurz nach der Gründung holte Joel einen weiteren Gesellschafter hinzu, Josef (Giuseppe) Toeplitz (1866–1938). Die Bank nahm ihren Sitz an der Piazza della Scala, zunächst im Palazzo Brambilla, 1911 zog sie in einen Neubau direkt gegenüber (Architekt Luca Beltrami).
Otto Joel heiratete Ende der 1880er-Jahre Bettina Zendrini, geb. Kitt, eine Witwe mit einem kleinen Kind namens Paolo Enrico Zendrini, der neuesten Forschungen zufolge später das Vorbild für die Figur  Lodovico Settembrini in Thomas Manns Zauberberg abgab. Thomas Mann war Zendrini angeblich 1909 bei einem Kuraufenthalt im Sanatorium Bircher-Benner in Zürich begegnet.
1908 rückte Joel zum Generaldirektor der BCI auf, wenig später wurde er Aufsichtsratsvorsitzender. Die Londoner Niederlassung der Bank leitete von 1911 bis 1914 Siegfried Bieber. Unter Otto Joel engagierte sich die Banca Commerciale als Co-Finanzier über mehrere Jahre zugunsten der (neben einer gesundheitlichen Verbesserung auch lukrative Landgewinnung versprechenden) Trockenlegung der Pontinischen Sümpfe innerhalb der Pontinische Syndikats GmbH (zu der u. a. auch Emil Rathenau gehörte), bevor das Projekt 1908 völlig eingestellt wurde (später von Mussolini vollendet). Die Pläne dazu hatte der preußische Offizier Donat entwickelt.
Obwohl er mehrere Jahre vor dem Ausbruch des Ersten Weltkriegs die italienische Staatsbürgerschaft angenommen hatte, wurde Joel von den italienischen Behörden 1915, nach dem Eintritt Italiens in den Krieg auf der Seite der Entente, aufgrund seiner deutschen Abstammung gezwungen, seine Bankgeschäfte ruhen zu lassen. Ein Jahr später musste er – zu diesem Zeitpunkt immer noch Vizepräsident der Bank – das Vorstandsgremium vollständig verlassen.
Otto Joels Sohn Alessandro (1891–1955), trat 1920 in die Banca Commerciale Italiana ein, 1924 übernahm er die Leitung der Londoner Niederlassung, 1932 schied er aus dem Bankgeschäft aus.